# Dzień Bezpiecznego Internetu
Dzień Bezpiecznego Internetu (DBI) – święto obchodzone w całej Europie w drugim dniu drugiego tygodnia drugiego miesiąca każdego roku. DBI został odbywa się od 2004 roku pod hasłem ,,Działajmy razem na rzecz lepszego Internetu”. Jest inicjatywą Komisji Europejskiej, mającą na celu zwrócenie uwagi na kwestię bezpiecznego dostępu dzieci i młodzieży do zasobów internetowych.
Został ustanowiony z inicjatywy Komisji Europejskiej w ramach programu „Safer Internet”. Chodzi głównie o to, by dzieci i młodzież nie były narażone na niebezpieczeństwa w trakcie korzystania z zasobów internetowych.
Organizatorem wydarzenia w Polsce od 2005 roku jest Polskie Centrum Programu Safer Internet (PCPSI), które tworzą Państwowy Instytut Badawczy NASK oraz Fundacja Dajemy Dzieciom Siłę (dawniej pod nazwą Fundacja Dzieci Niczyje) – realizatorzy unijnego programu „Digital Europe”. 
Co roku organizatorzy zachęcają szkoły, organizacje pozarządowe, przedsiębiorstwa i prywatne osoby do realizowania przez cały luty lokalnych inicjatyw na rzecz bezpieczeństwa młodych internautów.
| Data      | Rok  |
| --------- | ---- |
| 6 lutego  | 2007 |
| 12 lutego | 2008 |
| 10 lutego | 2009 |
| 9 lutego  | 2010 |
| 8 lutego  | 2011 |
| 7 lutego  | 2012 |
| 5 lutego  | 2013 |
| 11 lutego | 2014 |
| 10 lutego | 2015 |
| 9 lutego  | 2016 |
| 7 lutego  | 2017 |
| 6 lutego  | 2018 |
| 5 lutego  | 2019 |
| 11 lutego | 2020 |
| 9 lutego  | 2021 |
| 8 lutego  | 2022 |
| 7 lutego  | 2023 |
| 6 lutego  | 2024 |